# IX Regió Militar
La IX Regió Militar de vegades també coneguda com a Capitania General de Granada, correspon a una subdivisió històrica del territori espanyol des del punt de vista militar quant a l'assignació de recursos humans i materials amb vista a la defensa.

## Jurisdicció territorial
La Capitania General de Granada comprenia les províncies de Granada, Màlaga i Almeria i, posteriorment, es va incloure la província de Jaén. Als primers moments les delimitacions sobre la seva jurisdicció territorial no estaven clarament definides, mentre que va haver-hi frecs per la jurisdicció militar sobre el Campo de Gibraltar entre les regions militars IX i la II fins a la definitiva delimitació de 1949. La seu de la Capitania General es trobava a Granada, amb la tradició històrica de l'antiga Capitania General de Granada.
La Regió Militar respon ja a un model de defensa territorial històric, ja que des de 2002 les Forces Armades espanyoles s'organitzen en unitats tàctiques en funció de les comeses i missions assignades.

## Història
Al juliol de 1939, després de finalitzar la Guerra Civil Espanyola, van ser reorganitzades les Capitanies generals i va quedar establerta una divisió en vuit regions militars. A la II Regió Militar (Andalusia) se li assigna el II Cos d'Exèrcit amb tres divisions: 21a (Sevilla), 22a (Campo de Gibraltar) i 23a (Granada).
Una vegada iniciada la Segona Guerra Mundial, el desembarcament aliat en el Nord d'Àfrica (8 de novembre de 1942) va suposar una enorme preocupació per Franco i el seu Estat Major, que temien una possible invasió anglo-americana pel sud de la península. A aquest efecte, a la fi d'aquell any es va establir la creació d'una nova IX Regió Militar que agruparia les províncies de Granada, Màlaga i Almeria, segregant-les del territori de la II Regió. La nova regió militar va quedar oficialment establerta l'1 de març de 1944, amb la seva seu central en Granada i amb l'antiga 23a Divisió sota la seva jurisdicció.
En 1959 el rang de la Capitania General va ser elevat i igualat respecte a la resta de regions militars. I pel Decret de l'11 de febrer de 1960, en el context d'una reorganització administrativa dins de l'Exèrcit de Terra, el territori de la província de Jaén va quedar definitivament sota jurisdicció de la IX Regió. El 17 d'octubre de 1984 van ser suprimides la IX Regió Militar i també la II Regió (formada per les províncies de Huelva, Cadis, i Sevilla i Còrdova), per quedar unificades en una nova Regió Militar Sud.